# Bronzeblatthühnchen

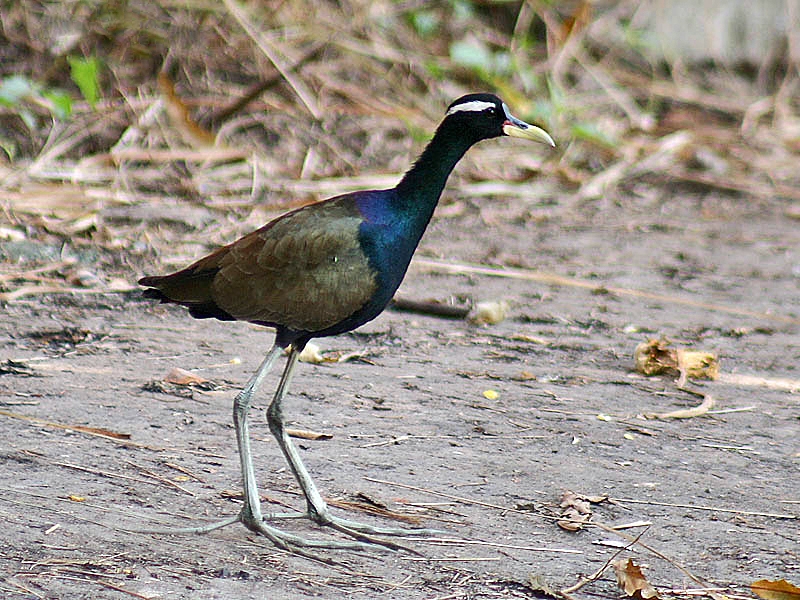
In Kalkutta, Westbengalen, Indien.

Das Bronzeblatthühnchen (Metopidius indicus) auch  Hindublatthühnchen gehört zu den Blatthühnchen, einer Familie von Watvögeln in der Ordnung der Regenpfeiferartigen (Charadriiformes). Es ist die einzige Art der damit monotypischen Gattung Metopidius.

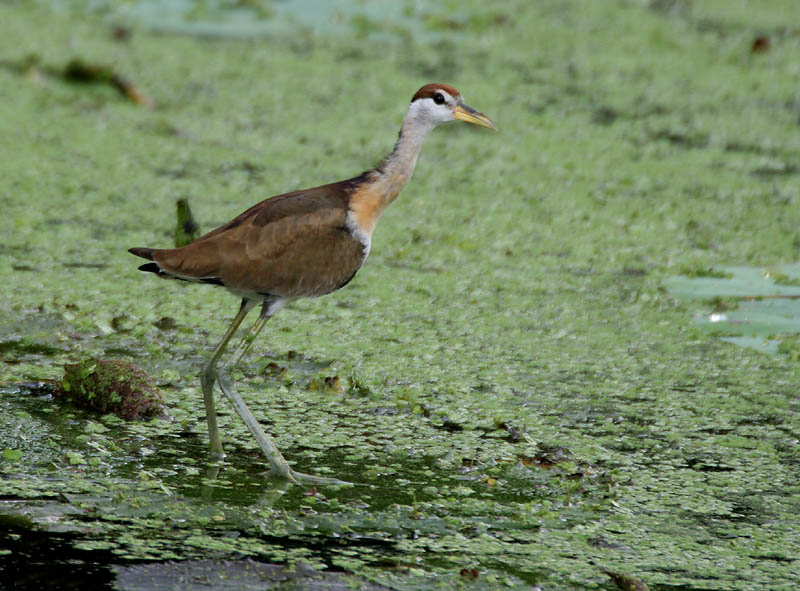
Jungtier Kalkutta, Westbengalen, Indien.

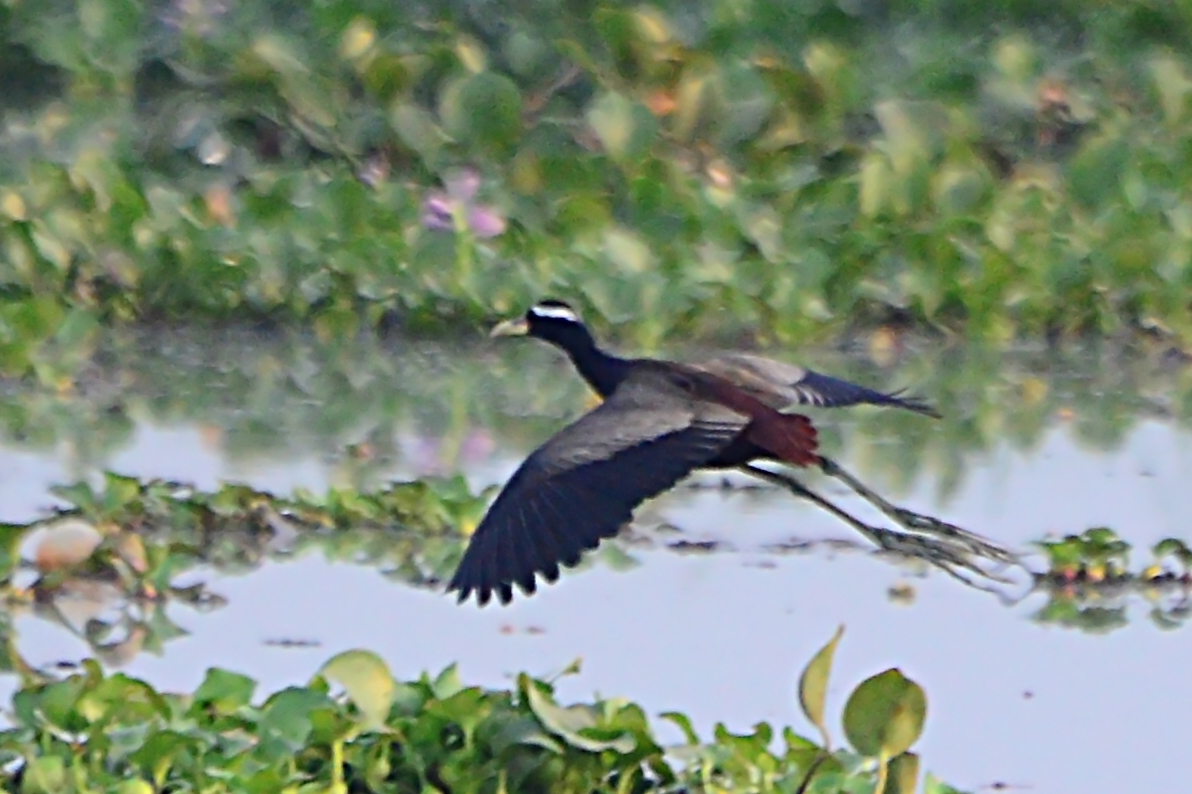
Bronzeblatthühnchen fliegend

## Merkmale
Bronzeblatthühnchen sind auffallende und unverwechselbare Vögel. Sie erreichen eine Körperlänge von 28 bis 31 cm, wobei die Weibchen im Durchschnitt größer als die Männchen sind. Von den Augenlidern bis zum oberen Nacken erstreckt sich ein auffallender breiter, weißer Überaugenstreif. Der Rest des Kopfes, der Hals, die Unterseite und die Unterflügel sind, mit Ausnahme des dunkelroten Unterschwanzes und der dunkelrotbraunen hinteren Flanken, schwarz mit einem kräftig dunkelgrünen Glanz. Die Nackenbasis glänzt dunkel blauviolett. Mantel, Schulterfedern, Flügeldecken und die Außenfahnen der Schirmfedern sind glänzend bräunlich-grün, die Handschwingen und Handschwingendecken, Daumenfittich und Armschwingen schwärzlich mit mattgrünem Schimmer. Rücken, Bürzel, Oberschwanzdecken und Steuerfedern sind satt rotbraun und mit violettem Glanz.
Der für ein Blatthühnchen recht kräftige, zur Spitze hin gelbe Schnabel, geht zur Basis von grünlich gelb nach rötlich über, bei Jungvögeln ist er überwiegend grünlich gelb. Die Basis des Oberschnabels ist leuchtend rot, der obere Teil des Stirnschildes fast rund. Die Beine und äußerst langen Zehen sind dunkelgrün. Die Iris ist braun.
Weibchen und Männchen zeigen keine Unterschiede im Gefieder. Jegliche weiße oder gelbbraune Färbung der Unterseite deutet auf Jungvögel hin. Ihr Rücken ist matt grünlichbraun, Bürzel und Oberschwanz rußbraun, der Überaugenstreif ist kurz und reicht nicht hinter die Augen. Es sind keine Unterarten bekannt.
Messungen (adulte Vögel, nach Rasmussen und Anderton, 2005):
- Länge 280–310 mm
- Flügellänge 150–197 mm (Männchen 150–180 mm, Weibchen 167–197 mm)
- Fußlänge 61–76 mm
- Schwanzlänge 40–52 mm
- Schnabel von der Spitze bis zum oberen Ende des  Stirnschildes 34–46 mm

## Verbreitung
Das Bronzeblatthühnchen hat sein Brutgebiet in Indien und Südostasien. Das Verbreitungsgebiet reicht von Indien (mit Ausnahme von Rajasthan) über Myanmar bis zum Südwestlichen China (Südwest-Yunnan), umfasst Thailand (ohne Nordosten und Südwesten), Kambodscha, Zentrallaos, Südvietnam, das westliche Indonesien (Sumatra, Java) und die Malaiische Halbinsel. In der Regel ist es ortsständig, kann allerdings jahreszeitlich verschwinden.

## Lebensraum und Lebensweise
Der Lebensraum der Bronzeblatthühnchen sind weltweit innerhalb der Tropenzone, flache, mit Schwimmpflanzen bewachsenen Gewässer. Darüber hinaus kommen sie auch auf nassem Grasland und überwucherten Reisfeldern vor.
Das Bronzeblatthühnchen ernährt sich von Insekten, die von der schwimmenden Vegetation oder der Wasseroberfläche gepickt werden. Sein Kontaktruf, oft im Flug, ist ein kurzer, rauer Grunzlaut, sein Ruf bei Aggression oder als Alarm ein heiseres seek-seek-seek.
Die Männchen verteidigen ihr Territorium mit großer Energie. Im Notfall verstecken sie sich durch Untertauchen oder suchen in der Vegetation entfernt vom Wasser Schutz. Das Gelege in einem schwimmenden Nest besteht aus vier braunen Eiern mit schwarzen Flecken. Gebrütet wird in Indien normalerweise während des Sommermonsuns von Juni bis September. Wie bei einigen anderen Watvögeln, zum Beispiel den Wassertretern, übernehmen die Männchen das Brutgeschäft alleine und tragen mitunter die Küken auf dem Rücken zwischen den Flügeln. Die Weibchen neigen oft zur Polyandrie (Vielmännerei).